# Гранж-д’Анс
Гранж-д’Анс (фр. Granges-d'Ans) — коммуна во Франции, находится в регионе Аквитания. Департамент — Дордонь. Входит в состав кантона От-Перигор-Нуар. Округ коммуны — Перигё.
Код INSEE коммуны — 24202.

## География

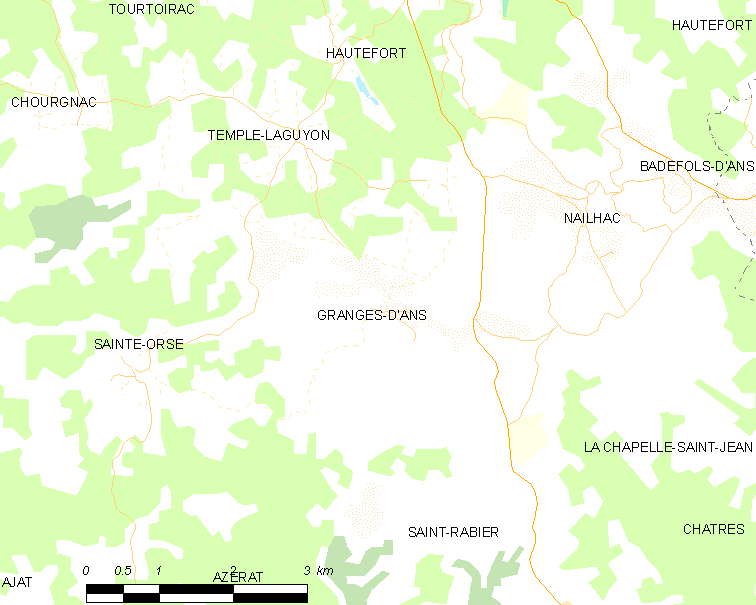
Карта коммуны

Коммуна расположена приблизительно в 420 км к югу от Парижа, в 140 км восточнее Бордо, в 32 км к востоку от Перигё.

### Климат
Климат умеренный океанический со средним уровнем осадков, которые выпадают преимущественно зимой. Лето здесь долгое и тёплое, однако также довольно влажное, здесь не бывает регулярных периодов летней засухи. Средняя температура января — 5 °C, июля — 18 °C. Изредка вследствие стечения неблагоприятных погодных условий может наблюдаться непродолжительная засуха или случаются поздние заморозки. Климат меняется очень часто, как в течение сезона, так и год от года.

## Население
Население коммуны на 2010 год составляло 164 человека.
| 1962 | 1968 | 1975 | 1982 | 1990 | 1999 | 2010 |
| ---- | ---- | ---- | ---- | ---- | ---- | ---- |
| 361  | 314  | 259  | 227  | 209  | 208  | 164  |

## Администрация
| Период | Период | Фамилия        | Партия       | Примечания |
| ------ | ------ | -------------- | ------------ | ---------- |
| 2001   | 2007   | Моник Монтолар |              |            |
| 2007   | 2020   | Жак Миньо      | беспартийный |            |

## Экономика
В 2010 году среди 80 человек трудоспособного возраста (15-64 лет) 47 были экономически активными, 33 — неактивными (показатель активности — 58,8 %, в 1999 году было 61,6 %). Из 47 активных жителей работали 44 человека (26 мужчин и 18 женщин), безработных было 3 (1 мужчина и 2 женщины). Среди 33 неактивных 4 человека были учениками или студентами, 22 — пенсионерами, 7 были неактивными по другим причинам.

## Города-побратимы
- Анс (Бельгия, с 1999)

## Фотогалерея

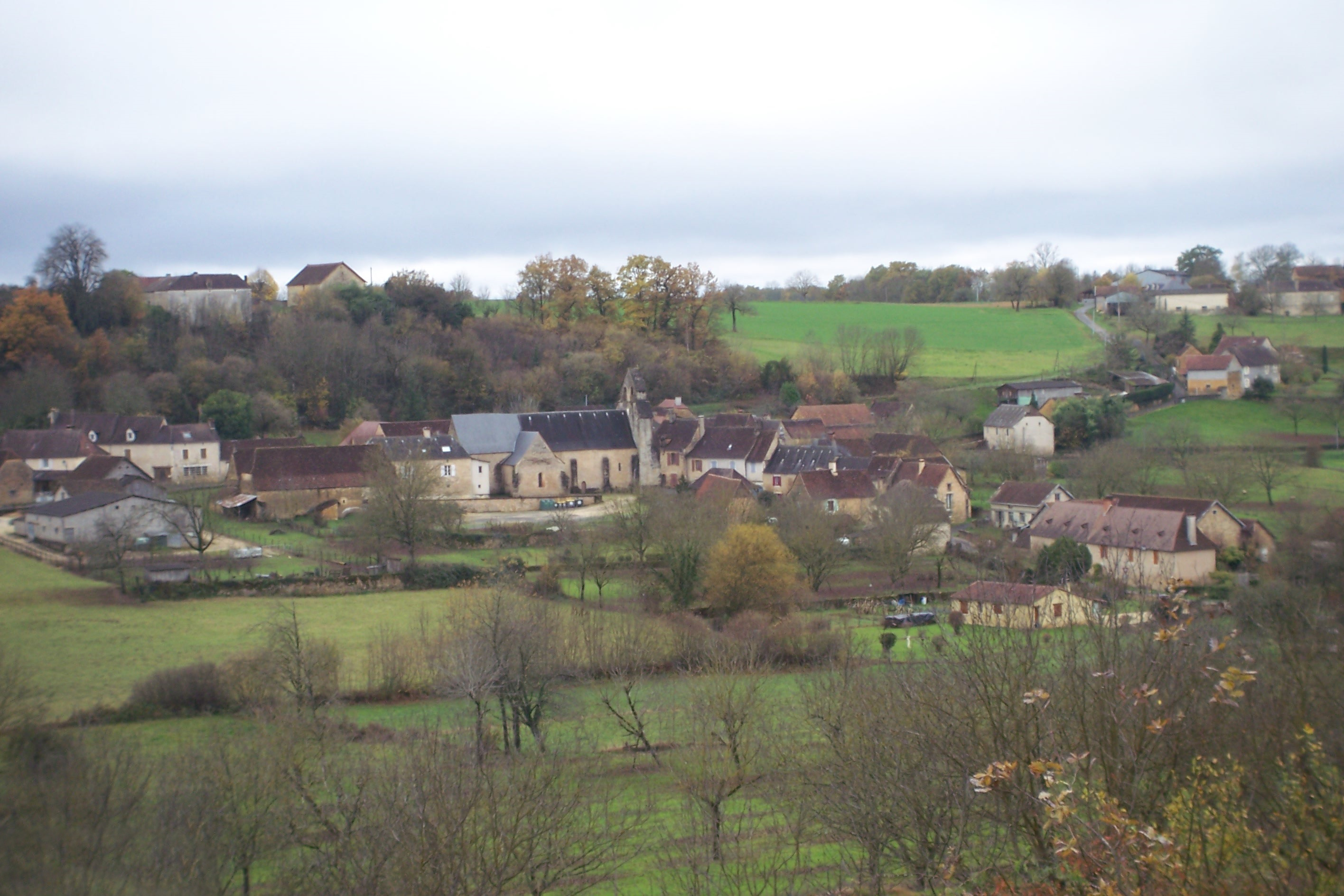
Гранж-д’Анс
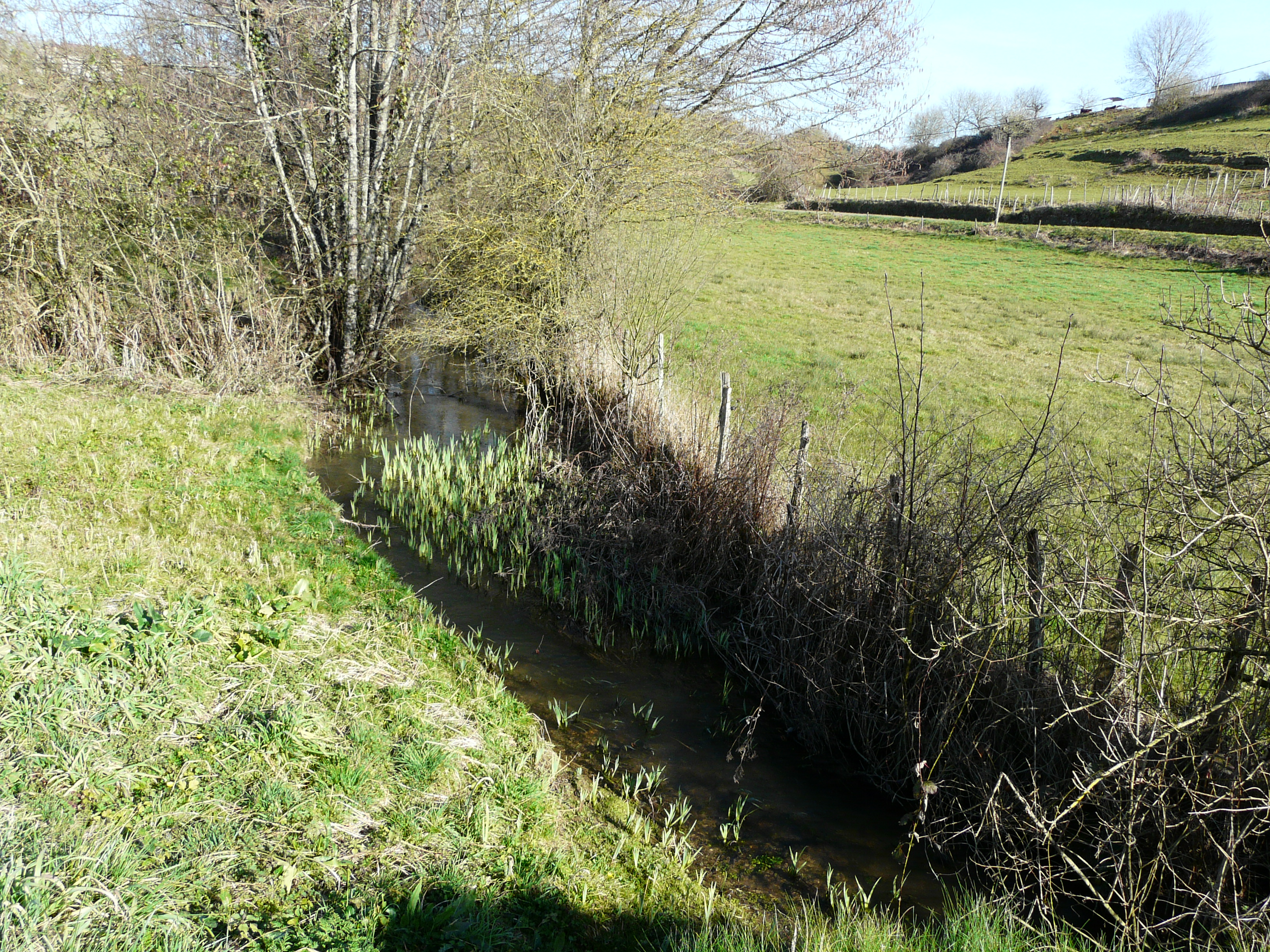
Река Су